# Thagria multipars
Thagria multipars är en insektsart som beskrevs av Walker 1858. Thagria multipars ingår i släktet Thagria och familjen dvärgstritar. Inga underarter finns listade i Catalogue of Life.